# John B. Long
John Benjamin Long, född 8 september 1843 i Nacogdoches County i Republiken Texas, död 27 april 1924 i Rusk i delstaten Texas, var en amerikansk politiker (demokrat). Han var ledamot av USA:s representanthus 1891–1893. Long deltog i amerikanska inbördeskriget i sydstatsarmén.
Long efterträdde 1891 William Harrison Martin som kongressledamot och efterträddes 1893 av Samuel B. Cooper.
Long är gravsatt på Cedar Hill Cemetery i Rusk i Texas.